# Heilandskirche (Bad Gleichenberg)

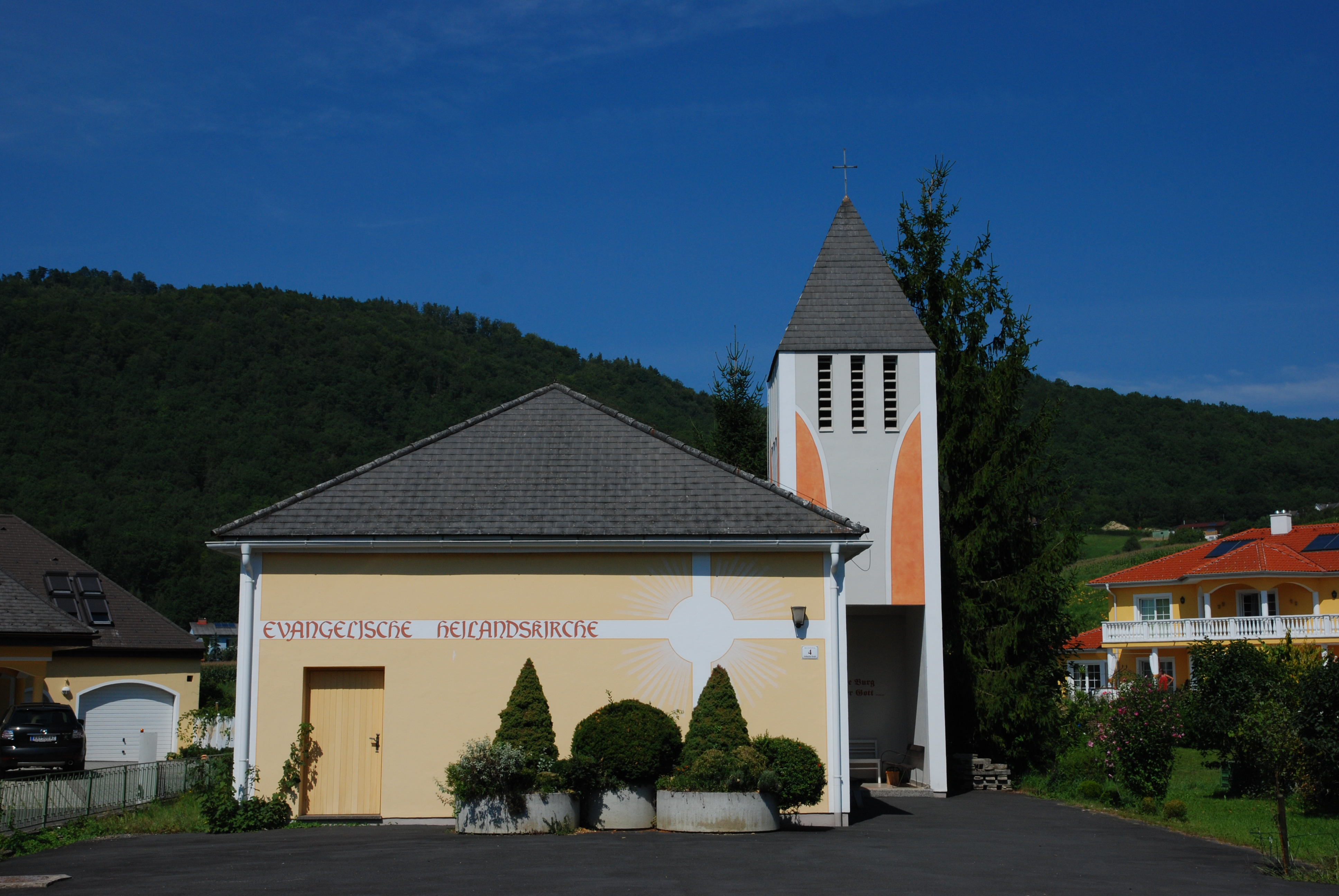
Heilandskirche (Bad Gleichenberg)

Die Heilandskirche ist die evangelische Gemeindekirche von Bad Gleichenberg im politischen Bezirk Südoststeiermark. Sie gehört als Predigtstelle der Christuskirche Feldbach der Evangelischen Superintendentur A. B. Steiermark an.

## Geschichte
Die Entstehung einer evangelischen Kirchengemeinde in Bad Gleichenberg hängt eng mit der Entwicklung zum Kurort zusammen. Um 1900 wurde für die evangelischen Kurgäste die Villa Clar als Feier- und Versammlungsort genutzt. Nachdem 1948 die evangelische Christuskirche im benachbarten Feldbach zur selbständigen Pfarrgemeinde erhoben war und, wie auch das gleichfalls zum Pfarrverband gehörende Fehring, ab 1960 einen eigenen Kirchenbau erhalten hatte, wurde 1970 bis 1971 auch die Filialgemeinde Bad Gleichenberg auf Veranlassung der Muttergemeinde mit einem Kirchenbau in Form eines kleinen rechteckigen, von einem Walmdach gedeckten Saalbaus in kubischen Formen mit seitlich angestelltem, von schlanken Schallschlitzen durchbrochenen Turm ausgestattet. „Einzig gliedernde Elemente der glatten Fassaden sind die nord- und südseitigen Oberlichtfenster sowie die schmalen hochrechteckigen Schallöffnungen des Turmes, dessen Untergeschoss als Windfang dient.“ Mit der Heilandskirche von Bad Gleichenberg wurde gleichsam ein letztes Mal die konservative Grundhaltung der Kirchenbauten der 1950er Jahre aufgegriffen, bevor dann für ein Vierteljahrhundert die evangelische Kirchenbautätigkeit in der Superintendentur Steiermark gänzlich zum Erliegen kommen sollte.
Das offenkundige Missbehagen an der kühlen Gestaltungsweise im Sinne der modernen Bauhausarchitektur führte nach dem Jahre 2000 zu einer farblichen, die Baukubatur missachtenden Neugestaltung des Kirchenbaus.